# Gurinder Chadha
Gurinder Chadha (Nairobi, 10 gennaio 1960) è una regista britannica nata in Kenya ma di origini indiane. La maggior parte dei suoi film tratta della vita di indiani che vivono nel Regno Unito.

## Biografia
Nata in Kenya, si trasferisce con la sua famiglia a Southall, Inghilterra, quando aveva due anni.
Lavora come reporter per la BBC Radio e nel 1989 dirige un primo documentario, I'm British but..., per Channel 4. 
Nel 1990 fonda una società di produzione, la Umbi Films.
Nel 1993 dirige il suo primo lungometraggio, Picnic alla spiaggia. Il successo internazionale arriva però con il film Sognando Beckham del 2002, lavoro che ottiene numerosi riconoscimenti internazionali. Nel 2005 scrive la sceneggiatura di La maga delle spezie, film diretto dal marito Paul Mayeda; la coppia ha due gemelli nati nel giugno 2007. 
Gurinder Chadha è stata premiata con l'Ordine dell'Impero Britannico il 17 giugno 2007.

## Filmografia

### Regista
- I'm British But... (1990) - cortometraggio
- Acting Our Age (1992) - cortometraggio
- Pain, Passion and Profit (1992) - cortometraggio
- Picnic alla spiaggia (Bhaji on the Beach ) (1993)
- A Nice Arrangement (1994) - cortometraggio
- What Do You Call an Indian Woman Who's Funny? (1994) - cortometraggio
- Rich Deceiver - film TV (1995)
- What's Cooking? (2000)
- Sognando Beckham (Bend It Like Beckham) (2002)
- Matrimoni e pregiudizi (Bride & Prejudice) (2004)
- Paris, je t'aime - segmento Quais de Seine  (2006)
- La mia vita è un disastro (Angus, Thongs and Perfect Snogging) (2008)
- It's a Wonderful Afterlife (2010)
- Il palazzo del Viceré (Viceroy's House) (2017)
- Blinded by the Light - Travolto dalla musica (Blinded by the Light) (2019)
- Beecham House – serie TV, 6 episodi (2019)

### Sceneggiatrice
- I'm British But... (1990) - cortometraggio
- Picnic alla spiaggia (Bhaji on the Beach ) (1993)
- What's Cooking? (2000)
- Sognando Beckham (Bend It Like Beckham) (2002)
- Matrimoni e pregiudizi (Bride & Prejudice) (2004)
- La maga delle spezie (The Mistress of Spices) (2005)
- Paris, je t'aime - segmento Quais de Seine  (2006)
- La mia vita è un disastro (Angus, Thongs and Perfect Snogging) (2008)
- It's a Wonderful Afterlife (2010)
- Il palazzo del Viceré (Viceroy's House) (2017)
- Blinded by the Light - Travolto dalla musica (Blinded by the Light) (2019)
- Beecham House – serie TV, 2 episodi (2019)